# Baron Ventry
Baron Ventry, of Ventry in the County of Kerry, ist ein erblicher britischer Adelstitel in der Peerage of Ireland.
Familiensitz der Barone war bis 1920 Burnham House bei Dingle im County Kerry und ist heute Hill of Errol House bei Errol in Perthshire.

## Verleihung
Der Titel wurde am 31. Juli 1800 dem Abgeordneten im irischen Unterhaus Sir Thomas Mullins, 1. Baronet, verliehen. Die Verleihung erfolgte insbesondere als Gegenleistung für seine Zustimmung zum Act of Union 1800. Bereits am 7. Dezember 1797 war ihm in der Baronetage of Ireland der fortan nachgeordnete Titel 4. Baronet, of Burnham in the County of Kerry, verliehen worden.
Heutiger Titelinhaber ist seit 1987 sein Ur-ur-urenkel Andrew de Moleyns als 8. Baron.

## Liste der Barone Ventry (1800)
- Thomas Mullins, 1. Baron Ventry (1736–1824)
- William Mullins, 2. Baron Ventry (1761–1827)
- Thomas de Moleyns, 3. Baron Ventry (1786–1868)
- Dayrolles Eveleigh-de-Moleyns, 4. Baron Ventry (1828–1914)
- Frederick Eveleigh-de-Moleyns, 5. Baron Ventry (1861–1923)
- Arthur Eveleigh-de-Moleyns, 6. Baron Ventry (1864–1936)
- Arthur Eveleigh-de-Moleyns, 7. Baron Ventry (1898–1987)
- Andrew de Moleyns, 8. Baron Ventry (* 1943)

Titelerbe (Heir apparent) ist der Sohn des aktuellen Titelinhabers, Hon. Francis de Moleyns (* 1965).